# 7647 Etrépigny
7647 Etrépigny eller 1989 SR2 är en asteroid i huvudbältet som upptäcktes den 26 september 1989 av den belgiske astronomen Eric W. Elst vid La Silla-observatoriet. Den är uppkallad efter den franska byn Étrépigny.
Asteroiden har en diameter på ungefär 7 kilometer och den tillhör asteroidgruppen Koronis.